# 渡边一惠
渡边 一惠（日语：渡辺 いっけい，1962年10月7日—），日本演員。

## 主要演出作品

### 電視劇
2007年
- 詐欺遊戲第一季（谷村光男）
- 神探伽利略第一季（栗林宏美）

2008年
- 神探伽利略Φ（栗林宏美）

2009年
- 詐欺遊戲第二季（谷村光男）

2013年
- 神探伽利略第二季（栗林宏美）
- 神探伽利略XX（栗林宏美）

2022年
- 神探伽利略禁斷的魔術（栗林宏美）

### 特攝劇
- 燃燒吧!! 小露寶（朝日電視臺，1999年1月 - 2000年1月），栗原豪太郎。

### 電視動畫
2018年
- 屁屁偵探（馬爾濟斯局長、旁白）

2020年
- 勇者鬥惡龍 達伊的大冒險（巴魯特斯）

### 電影動畫
2019年
- 屁屁偵探：咖哩香料事件（馬爾濟斯局長、旁白）

2020年
- 屁屁偵探：瓢蟲遺跡之謎（馬爾濟斯局長、旁白）
- 電影 神奇柑仔店 現釣鯛魚燒（父親）

2021年
- 屁屁偵探：舒芙蕾島的秘密（馬爾濟斯局長、旁白）

2022年
- 屁屁偵探電影：天才惡人屁屁亞蒂（馬爾濟斯局長）
- 屁屁偵探電影：夢想的巨無霸地瓜派園遊會（馬爾濟斯局長）

2024年
- 屁屁偵探電影：再見親愛的夥伴（屁屁）啊（馬爾濟斯局長）

2025年
- 屁屁偵探電影：星與月（馬爾濟斯局長[1]）